# Yaroslav Filchakov
Yaroslav Olexandrovych Filchakov (en ucraniano: Ярослав Олександрович Фільчаков; 3 de octubre de 1995) es un deportista ucraniano que compite en lucha grecorromana.
Ganó una medalla de bronce en el Campeonato Mundial de Lucha de 2022 y dos medallas en el Campeonato Europeo de Lucha, en los años 2023 y 2024.

## Palmarés internacional
| Campeonato Mundial | Campeonato Mundial | Campeonato Mundial | Campeonato Mundial |
| Año                | Lugar              | Medalla            | Categoría          |
| ------------------ | ------------------ | ------------------ | ------------------ |
| 2022               | Belgrado (Serbia)  | Medalla de bronce  | 82 kg              |
| Campeonato Europeo |                    |                    |                    |
| Año                | Lugar              | Medalla            | Categoría          |
| 2023               | Zagreb (Croacia)   | Medalla de plata   | 82 kg              |
| 2024               | Bucarest (Rumania) | Medalla de bronce  | 82 kg              |